# Migas nitens
Espèce
Migas nitens est une espèce d'araignées mygalomorphes de la famille des Migidae.

## Distribution
Cette espèce est endémique de Tasmanie en Australie.

## Publication originale
- Hickman, 1927 :  Studies in Tasmanian spiders. Part I. Papers and Proceedings of the Royal Society of Tasmania, vol. 1926, p. 52-86 (texte intégral).